# Iglesia Imperial de San Matías
La Iglesia Imperial de San Matías es un exponente de la arquitectura religiosa granadina del siglo XVI, ubicándose en el barrio del mismo nombre, donde se localizan otras obras coetáneas a la misma que participan del proceso de cristianización iniciado en 1501 por los Reyes Católicos, basado, en gran medida, en la construcción de edificios religiosos y reutilización sistemática de los preexistentes musulmanes.
Los orígenes de la iglesia de San Matías están ligados a esa reutilización de estructuras. En principio se ubicó en una pequeña mezquita, la Jima Abraen, situada en la actual calle Navas. En 1526, a raíz de la visita del emperador Carlos I, la historia del templo da un giro decisivo, pasando de ser una humilde parroquia aneja a la ermita de las Santas Úrsula y Susana, futura parroquia de las Angustias, a tener una ubicación y ser una de las parroquias más ricas y pobladas de la ciudad, con título imperial otorgado por Carlos I, muy devoto de San Matías por haber nacido el 24 de febrero, y por haberse producido en ese mismo día en 1525 la victoria sobre las tropas francesas en Pavía.
La iglesia imperial de San Matías es depositaria de una rica colección de bienes muebles, la mayoría pertenecientes a época barroca, destacando piezas de importante factura, como el retablo mayor trazado por Blas Moreno en 1750, que contiene obras coetáneas y anteriores, entre las que se encuentra la Inmaculada Concepción de Alonso de Mena y Pedro de Raxis, de principios del siglo XVII, y dos esculturas, Santa Teresa y San Juan de Dios, de José Risueño, realizadas en 1715. También en la capilla mayor se encuentra cuatro magníficos lienzos de Pedro Atanasio Bocanegra que representa a los Padres de la Iglesia, perteneciendo al mismo autor un crucificado situado a los pies de la nave. El templo conserva además destacadas obras del siglo XVI, como las tres esculturas de Pablo de Rojas, que son el crucificado de la sacristía, y un San José y San Ildefonso en el retablo de San José; y del siglo XVII, como el San Francisco de Asís de Pedro de Mena.

## Descripción
La iglesia imperial de San Matías, muestra el desarrollo arquitectónico y artístico a través de la ornamentación, según los estilos de las diferentes épocas y es depositaria de una rica colección. Asimismo el inmueble se encuentra integrado dentro del grupo de iglesias más antiguas de la diócesis de Granada.
El templo se comenzó a construir en 1526, año en la que es visitada por el emperador Carlos I, que ordena que se erija un templo más monumental en el emplazamiento que actualmente ocupa. Las obras concluyen en 1550, siguiendo la tipología de iglesia mudéjar con reminiscencias góticas ligadas a modelos levantinos.
La iglesia imperial de San Matías se ubica en una plataforma de gruesos sillares de cantería, que la elevan sobre la rasante de la calle del mismo nombre, situada en el centro histórico de Granada, constituyendo el eje que articula el barrio de San Matías, al ser uno de los elementos arquitectónicos con mayor peso, resultando ser un hito urbano de primer orden.
El inmueble se conforma por una sola nave con cabecera poligonal y cubierta a dos aguas que se sustenta sobre cuatro arcos diafragmas apuntados, trasdosados angularmente para sujetar las vigas de la armadura, conformando cuatro tramos rectangulares, cubiertos con falsas bóvedas de yeso realizadas en 1775 por Juan Castellanos decoradas con nervios y lunetos adornados con molduras y pinturas. Los nervios descansan sobre capiteles corintios dorados con semicolumnas estriadas y adosadas, prolongándose hasta el suelo.
La capilla mayor aparece individualizada mediante un arco toral, a través del cual se accede desde la nave por una escalinata de siete escalones y cubierta por armadura octogonal. El techo contiene pinturas murales, donde se representan querubines jugando y en la cubierta que da a la capilla mayor se ubica un Niño Jesús de la Pasión, portando cruz de madera en la mano derecha, coronado por nimbo solar y flanqueado por angelotes. En el lado derecho se representa la Inmaculada Concepción, coronada por nimbo y en el lateral izquierdo aparece simulando una gran balconada, quedando enmarcada a su vez por pinturas que recrean motivos arquitectónicos.

### Retablo mayor
El retablo mayor es de estilo barroco, fechado en 1750. Es de sección cóncava, formado por sotabanco, banco, cuerpo principal, ático y guardapolvo, dividido en tres calles separadas por estípites, y decoradas con roleos, hojarascas y capiteles corintios. El sotabanco presenta escudo imperial en el centro flanqueado por una puerta a cada lado, representándose en el lado izquierdo a Carlos I, y en el derecho a un obispo. En las calles laterales y sobre las puertas citadas, se abre una hornacina con escultura y otra superior, de menor tamaño, también con escultura. En el lado izquierdo del banco aparece la pintura de San Pedro y en el derecho la de San Pablo. La calle central recoge, en el banco, el sagrario, y a sus lados dos pinturas a modo de tondos, quedando encima el manifestador con una figura de la Inmaculada, obra de Alonso de Mena y Pedro de Raxis, ocupando un expositor que se abre y cierra manualmente, rodeado por cuatro hornacinas ocupadas con esculturas de los cuatro evangelistas, y sobre el manifestador una hornacina de mayor tamaño con la escultura de San Matías. Cerrando la calle central se encuentra una moldura en aletones y otra curvada, a modo de frontón semicircular, sobre la que se dispone un calvario. Se remata el retablo con un guardapolvo cóncavo, decorado con roleos, volutas, adornos vegetales y angelillos a sendos lados y otro en el centro, realizados por Blas Moreno. Se remata con ático, donde se representa un calvario compuesto por las imágenes de la Virgen María, Cristo en la Cruz y San Juan. Las figuras de las calles laterales representan, en la parte inferior a la derecha, a Santa Teresa, realizada por José Risueño, y a San Francisco de Asís, en la superior; en la parte inferior izquierda, a San Juan de Dios, obra de José Risueño, y a San Blas en la superior.
En el arco de separación de la nave-capilla mayor destacan los escudos del emperador Carlos I y del arzobispo Gaspar de Ávalos.
Las capillas laterales son en su mayoría del siglo XVIII, destacando las que albergan los retablos de San Antonio de Padua, de la Virgen de la Misericordia, del Cristo crucificado de las Ánimas y del Sagrado Corazón de Jesús, así como el retablo de Nuestra Señora de Consolación y de San José, que se encuentran sobreelevados respecto a la nave.

### Capillas del Evangelio
En el lado del Evangelio, en la primera capilla, se encuentra la pintura mural, realizada por Nicolás Prados Pérez, que representa el bautismo de Cristo. En dicha capilla se adosa el retablo de San Antonio, formado por un cuerpo con hornacina central acristalada en arco de medio punto, albergando la escultura de San Antonio de Padua con el Niño. A sendos lados aparecen unos angelillos que sustentan unos capiteles. Se representa a San Martín, montado sobre un caballo blanco, compartiendo la capa con un mendigo; también se representa la Virgen del Carmen entregando un escapulario a un santo, y San Jorge luchando con el dragón. El cuerpo principal presenta una procesión y la escena de un asno arrodillado ante San Antonio. En ambos lados de las calles del retablo se representan unos angelillos desnudos. El retablo se remata con un Cristo en la Cruz. El conjunto muestra elementos ornamentales, tales como hojarascas, volutas y escudo en la parte superior central, completando su decoración con pinturas de diferente temática sobre placas de mármol, elevándose el conjunto sobre un altar realizado en madera.
En la misma capilla se encuentra el sagrario, fechado a mediados del XVII, que tiene forma de templete, y aparece formado por cuatro columnas estriadas corintias sobre pedestales, que sustentan un entablamento decorado con motivos circulares, con remates de flameros y cubriéndose con cúpula nervada adornada con cenefas vegetales. En el frontal hay un ángel con las alas extendidas, de pie, sustentando un altar sobre el que aparece el cordero místico portando una cruz. En el lateral izquierdo se representa un haz de espigas, y en el derecho un racimo de uvas. En el otro frontal aparece el escudo de la hermandad sacramental del apóstol San Matías, con laurel y palmas.
En la primera capilla del lado del Evangelio, se sitúa el retablo de la Virgen de Nuestra Señora de los Favores, compuesto de un podio sobre el que se levanta un cuerpo, presentando entre columnas corintias una hornacina acristalada en arco de medio punto que contiene el busto de un Ecce Homo de estilo renacentista, y la imagen de Nuestra Señora de los Favores, ubicada a la izquierda en la capilla mayor, siendo su lugar el que hoy ocupa el Ecce Homo, y rematado por un entablamento donde se encuentra una pintura de estilo barroco de la Virgen con el Niño, dispuesta a modo de ático. Cierra la capilla una reja de estilo neoclásico, con motivos decorativos en dorado.
En la segunda capilla del lado del Evangelio se halla el retablo de la Virgen de la Misericordia, de estilo barroco, compuesto de un banco con sagrario y cuerpo de tres calles separadas por estípites, siendo la calle central más ancha que las laterales, con una gran hornacina acristalada en arco de medio punto que contiene la imagen de la Virgen de la Misericordia con el Niño. Las calles laterales tienen en la parte inferior pequeñas hornacinas, y en la superior, repisas bajo doseles que contienen esculturas: San José con el Niño, San Pedro de Dueñas, la Virgen con el Niño, y San Francisco de Asís, obra de Pedro de Mena, apareciendo en la calle lateral izquierda un santo y en la derecha un evangelista. El sagrario contiene un relieve del Buen Pastor. En los laterales de la parte superior del retablo hay unos tondos con pinturas que representan a los evangelistas, y una decoración de motivos vegetales, volutas y placas recortadas. Cerrando la capilla se encuentra una reja de estilo neoclásico.
En la tercera capilla del Evangelio se adosa el retablo del Cristo de las Ánimas, de estilo neoclásico, cuyos autores son Jaime Folch, Domingo Torres Aguado y Francisco Vallejo. Está compuesto por un solo cuerpo, donde se sitúa la escultura de Cristo Crucificado, obra de Jaime Folch, y el busto de una Dolorosa, flanqueado por dos columnas jónicas que sustentan un entablamento de friso liso y cornisa denticulada y rematado por un frontón curvo con tondo central en el tímpano, decorado con un crismón dorado. Sobre la mesa de altar hay dos pequeños bustos que representan las ánimas benditas del purgatorio.
En la cuarta capilla del lado del Evangelio, se ubica el retablo del Sagrado Corazón de Jesús, de estilo barroco, formado por un banco con sagrario-templete, haciendo alusión a temas eucarísticos, de un solo cuerpo y tres calles separadas por estípites. La calle central tiene una hornacina acristalada en arco de medio punto, que contiene la escultura del Sagrado Corazón. A sendos lados, pequeñas vitrinas concebidas como soportes. En la parte superior posee una cabeza en relieve y en las esquinas dos esculturas de bulto redondo, todo ornamentado con motivos vegetales y volutas.
En el muro del lado del Evangelio, se encuentra una pila de agua bendita del siglo XVII realizada en mármol y compuesta de pedestal con fuste abalaustrado y taza circular cóncava adornada en el borde superior mediante una acanaladura.
En ambos lados de los muros tanto del lateral del Evangelio como de la Epístola, se encuentran ocho galerías de cortina, que están doradas y molduradas, mostrando en el centro el símbolo de una hermandad sacramental, representado como una S atravesada por un clavo.
En la primera columna del lado de la Epístola e inserta en el arco toral, se halla otra pila de agua bendita, formada por pie cúbico y fuste abalaustrado, rematado en recipiente cóncavo liso de mármol blanco.

### Capillas de la Epístola
La cuarta capilla del lado de la Epístola alberga el retablo de Nuestra Señora de Consolación, formado por un banco, cuerpo principal de tres calles separadas por estípites y un ático también de tres calles divididas mediante estípites. El cuerpo principal queda separado del ático por una cornisa, siendo curvilínea en la calle central. Esta calle, más ancha que las laterales, tiene hornacina acristalada en arco de medio punto, donde aparece la inscripción: D(O)ÑA ANGUSTIAS NUÑEZ DE HURTADO 1899, albergando en su interior la imagen de Nuestra Señora de Consolación con el Niño Jesús. Encima de ella hay una repisa con un Ángel Custodio. Las calles laterales se muestran bajo doseles y sobre repisas, que contienen las imágenes de San Gabriel, a la izquierda, y San Rafael, a la derecha. La calle central del ático tiene una pintura que representa la adoración de los Magos, y las calles laterales unos tondos que representan a San Juan Bautista a la derecha y San Juan Evangelista en el lateral izquierdo. El conjunto del retablo presenta una ornamentación tallada y dorada de volutas, motivos vegetales, florales y placas recortadas.
En la tercera capilla del lado de la Epístola, se adosa el retablo de San José con el Niño, compuesto de un banco con sagrario y cuerpo principal de tres calles separadas por columnas salomónicas decoradas con racimos de uvas. La calle central, más ancha que las laterales, muestra una hornacina acristalada en arco de medio punto, adornada con cabezas de querubines, que apoya sobre pilastras. La hornacina contiene la imagen de San José con el Niño, de estilo neoclásico, y sobre él un busto en altorrelieve, que representa a Dios Padre entre dos cabezas de querubines. El remate superior es curvo, decorado con volutas y un pelícano en el centro. Las calles laterales muestran hornacinas que contienen esculturas, representándose a San José, obra de Pablo de Rojas, en la calle lateral izquierda, y San Ildefonso, del mismo autor, en la calle lateral derecha, presentando en la parte superior angelillos desnudos que sustentan la cornisa. Tras el retablo de San José con el Niño se encuentra una lápida con inscripción, donde se dice que dicha capilla, llamada de Nuestra Señora de Consolación, fue renovada en 1797, siendo hermano mayor José de Sebes y mayordomo D. Pedro Antelo. Dicha capilla se encuentra cerrada mediante una reja con barrotes abalaustrados que apoyan en un soporte horizontal, acabando en otro soporte horizontal, más ancho, con rosetones dorados en el frente, y coronado con remates verticales que van alternando estrellas doradas, adornos en espiral con flores doradas y granadas. Cerrando la capilla se encuentra una reja en hierro forjado, de estilo neoclásico, compuesta por barrotes abalaustrados, y decorados por estrellas y formas poligonales.
La segunda capilla del lado de la Epístola contiene una serie de pinturas entre las que se encuentran la conversión de Constantino en la batalla del puente Milvio y varias pinturas que representan a San Miguel Arcángel, San Pedro, San Pablo y otra de San Nicolás de Bari. Cierra dicha capilla una reja formada por barrotes abalaustrados con decoración de estrellas y formas poligonales.
En la primera capilla del lado de la Epístola se ubica la pila bautismal, del siglo XVII, que consta de una base cuadrada en mármol rojo, sobre pedestal cúbico moldurado y fuste abalaustrado que remata en un recipiente cóncavo agallonado en mármol blanco, cerrado por tapa de madera en amarillo. Tiene una reja que cierra la capilla de forma rectangular con barrotes abalaustrados, y en cuyo frente tiene decoración con roleos y entablamento en dorado. Queda dividida en cuatro tramos por medio de una simulación de columnas estriadas de orden jónico.

### Púlpito
Entre la cuarta y tercera capilla del lado de la Epístola se encuentra un púlpito realizado en madera, constituido por pie poligonal, presentando una decoración de placas recortadas y volutas en torno a una hornacina avenerada sobre repisa de gallones, que contiene las figuras de unos santos obispos. A su izquierda tiene una escalera de acceso con baranda compuesta por balaustres y, adosado al muro, un dosel decorado con rocalla que muestra a Cristo en la Cruz, cubriéndose con tornavoz, decorado con volutas en torno a formas ovaladas, molduras festoneadas y rematado mediante pináculos.

### Sacristía
Sobre la sacristía, que está situada junto a la cabecera en el lado de la Epístola, destaca la habitación en la que vivió y fue enterrado el cuerpo de Francisco Velasco en 1622, el llamado cura santo por su vida ejemplar, situándose en el mismo lugar un lienzo que representa al cura yacente, una gran cruz de madera y una lápida de mármol con inscripción, fechada en 1677, y escudo. En el muro exterior de la sacristía existe otra inscripción que recuerda la memoria del cura párroco, donde dice: 
AQUÍ ESTÁ DEPOSITADO EL CUERPO DE V. SIERVO DE DIOS DON FRANCISCO DE VELASCO, CURA QUE FUE DE ESTA IGLESIA PARROQUIAL DE SR. MATÍAS, VARÓN DE RAZA Y ADMIRABLE PENITENCIA, PARA EJEMPLO DE LOS FIELES. MURIÓ EN 6 DE SEPTIEMBRE, A LOS 45 AÑOS DE EDAD.
El templo tiene una única entrada para el culto situada a los pies de la iglesia, bajo el coro, apoyado en un alfarje de madera que, a su vez, descansa sobre columnas de piedra de Sierra Elvira con zapatas renacentistas, en blanco con adornos vegetales dorados. El órgano, de estilo barroco, obra de Jorge Bosch entre 1750 y 1799, queda dividido en tres calles, que contienen los tubos de metal, separadas por unas pilastras acanaladas corintias, rematándose con el símbolo de la hermandad de San Matías, entre volutas y elementos vegetales, roleos y repisas agallonadas en las partes inferiores de los laterales y superior de la parte central. Ubicado en los pies, tiene un cancel, fechado en 1762, formado por cinco paños decorados con cuarterones, y rematado por una barandilla abalaustrada que presenta tres puertas, la central más ancha que las laterales; dicho cancel contiene la siguiente inscripción: 
TU ELEGISTI, DOMINE, DOMUM ISTAM AD INVOCANDUM NOMEN FU/UM IN EA, UT ESSER DOMUS ORATIONIS, & OBSECRATIONIS PO/PULO TUO. LIB. 1. MACH. CAP. 7. AÑO/1762.

### Exterior del templo
Al exterior el templo cuenta con tres portadas, dos de ellas sin acceso realizadas en piedra del estilo de Siloé, una situada en el lado del Evangelio y la otra en el lado de la Epístola, accediéndose únicamente por los pies del templo.
La portada principal se sitúa a los pies del templo, trazada por Sebastián de Alcántara y realizada por el cantero Juan Ruiz, en 1543. La imagen del santo es obra de José de Luque. La portada cuenta con altos pedestales que sostienen columnas corintias de fuste estriado, superpuestas a dobles pilastras corintias, enmarcando un arco de medio punto moldurado con una ménsula vegetal en la clave, en cuyas enjutas destacan medallones con cabezas en relieve y, a su alrededor, leones alados cuyos cuerpos terminan en roleos vegetales. Encima se encuentra un friso que desarrolla un ornato compuesto de rosetón central con figuras simétricas a ambos lados. Estas están formadas por leones alados y vegetalizados, cabezas barbadas y cuernos de la abundancia, y a los extremos, tritones alados y mascarones de perfil. Por encima de una corta cornisa destaca una hornacina avenerada con la charnela en la parte superior, acabada en arco de medio punto, albergando la imagen de San Matías. Ésta se halla flanqueada por pilastras y coronada por frontón triangular, del que surgen motivos vegetales y cornucopias por donde asoman cabezas de querubines. La portada culmina en la fachada con dos escudos del arzobispo Niño de Guevara y carteles con la inscripción: STE MATHYA, ORA PRO NOBIS.
La portada lateral fue realizada en 1535 por el cantero Vicente Fernández, siendo la estatua obra de José de Luque. Aquella consta de pedestales que sostienen semicolumnas corintias adosadas a dobles retropilastras del mismo orden, enmarcado en un arco de medio punto moldurado, con una ménsula vegetal en la clave, y, apoyado en pilastras, en cuyas albanegas destaca una ornamentación de bichas, sobre el cual se desarrolla el entablamento, cuyo friso aparece decorado con una cabeza de querubín en el centro y monstruos en los laterales. Sobre dicho entablamento destaca una hornacina avenerada con la charnela en la parte superior y rematada en arco de medio punto, conteniendo la imagen sedente de la Virgen con el Niño, quedando enmarcada entre pilastras corintias que sustentan un entablamento coronado por un frontón triangular. El friso está decorado con cabezas de querubines y en ambos lados aparece una decoración de bichas acabadas en cabezas de monstruos vegetales y flameros. Los clavos de ambas puertas, de dobles hojas de madera, fueron realizadas por Juan de Cubillana.
Ambas portadas conservan rastros de los vivos colores con que acostumbraban a teñirlas en la época de su realización.
La torre aparece ubicada a los pies del lado de la Epístola, siendo de planta cuadrada y fabricada de ladrillo revestido, se divide en tres cuerpos separados por estrechas cornisas. El primer cuerpo, de mayor longitud, muestra tres vanos mudéjares. El primero es un arco geminado con cerámica sevillana del siglo XVI en las albanegas, bajo arco escarzano de ladrillo. Los otros vanos presentan arcos geminados que, bajo dinteles, apoyan en unas columnas de polígonos de ladrillo y tienen unas columnas de mármol como parteluces. El segundo cuerpo, más estrecho, tiene un vano bajo arco de medio punto de ladrillo. En el campanario aparecen seis arcos, dos en los laterales más anchos y uno en cada uno de los frentes. Se cubre con teja de cerámica árabe a cuatro aguas y se remata con cruz de hierro.

## Hermandades
- Imperial y Venerable Hermandad Sacramental del Apóstol San Matías e Ilustre y Fervorosa Cofradía de Penitencia de Nuestro Padre Jesús de la Paciencia y María Santísima de las Penas.
- www.pacienciaypenas.es